# Radosław Murawski
Radosław Murawski (Gliwice, 22 de abril de 1994) es un futbolista polaco que juega en la demarcación de centrocampista para el Lech Poznań de la Ekstraklasa.

## Biografía
Tras formarse como futbolista en las categorías inferiores del Piast Gliwice, finalmente en 2012 subió al primer equipo, haciendo su debut el 18 de abril de 2012 en un partido de liga contra el Olimpia Elbląg, donde ganó el equipo de Gliwice por 1-0 tras el gol de Wojciech Kędziora. Jugó en el club durante seis temporadas, hasta que el 24 de julio de 2017 el US Palermo italiano se hizo con sus servicios. En julio de 2019, tras el descenso administrativo del Palermo, se marchó al Denizlispor. Tras dos años en Turquía, en enero de 2021 se hizo oficial el regreso a su país para jugar en el Lech Poznań a partir del mes de julio.

## Clubes
| Club          | País    | Año       | Partidos | Goles |
| ------------- | ------- | --------- | -------- | ----- |
| Piast Gliwice | Polonia | 2012-2017 | 133      | 4     |
| US Palermo    | Italia  | 2017-2019 | 75       | 3     |
| Denizlispor   | Turquía | 2019-2021 | 68       | 6     |
| Lech Poznań   | Polonia | 2021-     | 136      | 5     |

## Palmarés

### Títulos nacionales
| Título      | Club        | País    | Año  |
| ----------- | ----------- | ------- | ---- |
| Ekstraklasa | Lech Poznań | Polonia | 2022 |
| Ekstraklasa | Lech Poznań | Polonia | 2025 |